# SG Schöneberg, Berlin
Die Schwimm-Gemeinschaft Schöneberg, Berlin e. V. ist ein Berliner Schwimmverein. Er wurde am 1. Januar 2000 im Rahmen einer Fusion der Vereine Berliner Schwimm-Club 1899 e. V. (BSC 99), Schwimm-Sport-Club Hellas 09 e. V. (SSC Hellas) und dem Schöneberger Schwimm-Verein e. V. (SSV) von 1907 gegründet. Die Heimatbezirke der Gründungsvereine sind Wilmersdorf, Kreuzberg und Schöneberg, die auch heute noch u. a. die Einzugsgebiete der Mitglieder sind. Die SG Schöneberg, Berlin e. V. hat ca. 900 Mitglieder, davon entfällt die Hälfte der Mitglieder auf Kinder und Jugendliche.
Im Vordergrund steht eine solide Grundausbildung von Kindern und Jugendlichen. Ab dem 5. Lebensjahr können die Kinder schwimmen lernen und haben die Möglichkeit in weiterführenden Freizeit- und Wettkampfsportgruppen ihren Sport zu betreiben. Des Weiteren wird für Kinder und Jugendliche ein Wasserballtraining angeboten. Der Verein war und ist besonders in der Talentsuche und Förderung erfolgreich.

## Sparten
- Schwimmen

(Freizeit, Wettkampf- und Leistungssport für Kinder/ Erwachsene)
- Wasserball

(Freizeit, Wettkampf- und Leistungssport für Kinder)
- Gesundheitssport

(Aqua-Fitness und Athletiktraining für Erwachsene)
- Schwimmausbildung

(Kinder und Jugendliche)

## Geschichte
Alle drei Vereine existierten bereits vor den Ersten Weltkrieg und haben auch die Weltwirtschaftskrise überstanden. Nachfolgend sind die Entwicklungen der Gründungsvereine BSC (Wilmersdorf), SSC Hellas (Kreuzberg) und des SSV (Schöneberg) aufgeführt.
Der Berliner Schwimm-Club wurde am 1. Oktober 1899 in Stralau unter der Führung von Wilhelm Weidler, damals noch vor den Toren Berlins, gegründet. Geschwommen wurde in der „Auerbach´schen Badeanstalt“ in der Oberspree, im Kaiserbad in Treptow und im Stadtbad Friedrichshain. Bald wurde der Anschluss an die mit dem Schwimmsport eng verbundene Zentralstelle für das „Rettungswesen an Binnen- und Küstengewässer“ vollzogen. Weiter wurde auch der Wettkampfsport erfolgreich betrieben, was aber um die Mitte der dreißiger Jahre immer mehr eingeschränkt wurde. Hatte schon der Erste Weltkrieg außerordentliche Belastungen für alle Schwimmvereine mit sich gebracht, waren die Hoffnungen auf einen Weiterbestand der Vereine nach dem Zweiten Weltkrieg praktisch auf null. Aber dann fanden sich 40 BSCer zusammen und beschlossen eine Lizenzierung bei den zuständigen Militärbehörden zu beantragen. Es dauerte aber noch bis Ende 1950, bis die Wiederbegründung vollzogen werden konnte und am 11. Januar 1951 auf der ersten Mitgliederversammlung ein Vorstand gewählt wurde. Wegen der fehlenden Übungsstätten begann der Sportbetrieb erst sehr allmählich, gab es doch kaum intakte Bäder, und man begann mit 1,5 Stunden Trainingszeit in der Woche im Stadtbad Schöneberg gemeinsam mit dem SC Lichterfelde. Die sportliche Entwicklung war im Bereich des Schwimmens, trotz einiger guter einzelner Leistungsträger, nur wenig ausgeprägt, wohl aber im Wasserball erfolgreich und durch viele internationale Turnierveranstaltungen weit über die Grenzen Berlins bekannt. Mit der Bildung der Startgemeinschaft Schöneberg starteten die Schwimmer und Schwimmerinnen dann in der gemeinsamen Mannschaft, die Wasserballer allerdings weiterhin als BSCer.
Der SSC Hellas wurde am 3. November 1909 als Schwimm-Club Hellas Rixdorf gegründet. Im Januar 1911 änderte der SSC Hellas seinen Namen in Berliner Schwimm-Club Hellas 09. Als Übungsbäder stand das Passagebad am Kottbusser Damm und die Badeanstalt Bärwaldstraße 64 zur Verfügung. Nach dem Ersten Weltkrieg entwickelten sich dann wieder sportliche Aktivitäten, vor allem im Langstreckenschwimmen, z. B. „Quer durch Berlin“ in der Spree, „Quer durch den Müggelsee“ oder das interne Langstreckenschwimmen des Hellas im Zeuthener See. Mit Beginn des Zweiten Weltkriegs reduzierten sich die sportlichen Aktivitäten und es gab nur noch Veranstaltungen unter der Führung der einzelnen zentralen Sportbereiche. So war auch ein Großteil der Schwimmhallen Berlins zerstört. Noch in Betrieb waren die Hallen Baerwaldstraße, Krumme Straße und Gartenstraße, die die Vereine nutzen konnten. Auch ein Feuerlöschteich am Kreuzberg in der Katzbachstraße wurde in Eigenarbeit zum 25-m-Schwimmbecken, dem „Katzbecher“, hergerichtet. Ein Neubeginn war nach der Aufhebung des Verbots der organisierten Schwimmerei durch die Alliierten möglich. Nur nicht als Verein, sondern als Sparte im jeweiligen Bezirk. Viele Anträge und Formulare waren für die Genehmigung auszufüllen. Erst kamen die Mitglieder des Hellas im Südring unter, fusionierten dann mit dem Westring, woraus der KSK Hellas und letztendlich der SSC Hellas entstand. Mit der guten sportlichen Entwicklung im Schwimmen und im Wasserball zählte der SSC Hellas zu den leistungsstärksten Vereinen Berlins. Im Schwimmen stärkten sie dann auch die 1969 gebildeten Startgemeinschaft Schöneberg.
Der Schöneberger Schwimm-Verein wurde am 11. Oktober 1907 von Fritz Droemer und 11 weiteren Mitgliedern ins Leben gerufen. Die finanzielle Grundlage in Höhe von 800,- RM bildete die Veröffentlichung der von Fritz Droemer zusammengefassten Wasserballregeln. Der Sportbetrieb erfolgte im Stadtbad Dennewitzstraße und im Sommer im Seebad Mariendorf. Am 7. Mai 1923 wurde der Schöneberger Damen Schwimm-Verein (SDSV) gegründet und 1930 in das SSV Vereinsregister übernommen, denn bis dahin galt in den Badeanstalten immer noch Geschlechtertrennung. Damit gab es jetzt die Möglichkeit für den SDSV und den SSV, dass Frauen und Männer den Schwimmsport gemeinsam betreiben konnten. In diesem Jahr wurde auch das neu erbaute Schöneberger Stadtbad in der Hauptstraße mit dem 1. Kreisoffenen Schwimmfest eröffnet. Das war nun Haupttrainingsstätte des Vereins. In der trostlosen wirtschaftlichen Lage Anfang der dreißiger Jahre hielt der SSV kameradschaftlich zusammen und auch in den folgenden Jahren bis 1945 war man, soweit es ging, sportlich und gesellschaftlich aktiv. Am 4. Mai 1947 trafen sich alle ehemaligen Vereinsmitglieder um, den SSV neu zu gründen, denn bis dahin war jeglicher Vereinsbetrieb verboten. Nur in den kommunalen Sportgruppen der Bezirksämter, wie Westring oder Südring, waren sportliche Betätigungen erlaubt. Der fünfköpfige Gründungsausschuss beantragte bei der Militärregierung die Zulassung für Großberlin. Am 11. Oktober 1947 wurde die Wiedergründung des Schöneberger Schwimm Vereins bekannt gegeben und somit der erste Berliner Schwimm-Verein, der nicht unter kommunalen Einfluss stand. Die positive Weiterentwicklung des Vereins konnte man an dem Zuwachs der Mitglieder, wie auch an den sportlichen Erfolgen im Schwimmen, Springen und Wasserball messen, was im Schwimmen dann auch in den 1969 gebildeten Startgemeinschaft Schöneberg fortgesetzt wurde.
Die Startgemeinschaft Schöneberg (SGS) wurden 1969 von den obigen drei Vereinen gegründet. Jeder Verein behielt seine Eigenständigkeit und lediglich die Schwimmsport|Schwimmmannschaften starteten gemeinsam. Im Wasserball startete man weiterhin unter dem jeweiligen Verein. Als sich 1975 der Berliner Schwimm-Verein von 1878 e. V. und die Schwimmabteilungen der Vereine Zehlendorfer Turn- und Sportverein 1888 e. V. (TSV Zehlendorf 88) und Berliner Sport-Verein 1892 e. V. anschlossen, startete man jetzt als Startgemeinschaft Berlin (SGSBerlin).
Aufgelöst wurde diese Startgemeinschaft im Jahr 2000 mit der Gründung des neuen Vereins, der Schwimm-Gemeinschaft Schöneberg, Berlin e. V.

## Erfolge
Zahlreiche Teilnahmen, Medaillen und Titel bei:
Schwimmen
- Deutscher Mannschaftswettbewerb der Jugend
- Deutsche Jahrgangsmeisterschaften
- Deutsche Meisterschaften Schwimmerischer Mehrkampf der Jugend
- Deutsche Meisterschaften der Masters (Lang- und Kurzbahn)
- Norddeutsche Meisterschaften
- Norddeutsche Meisterschaften Lange Strecken
- Norddeutsche Meisterschaften Schwimmerischer Mehrkampf
- Berliner Meisterschaften (Lang- und Kurzbahn)

Wasserball
- Berliner Jahrgangsmeisterschaften
- Berliner Pokalrunde
- Berliner Meisterschaften
- Ostdeutsche Wasserballmeisterschaften Jugend
- Ostdeutscher Wasserballpokal Jugend
- 2. Wasserballliga Ost
- Verbandsliga